# Валганг

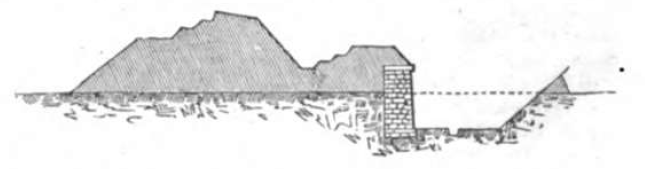
Валганги основного валу й кавальєра

Ва́лганг (нім. Walgang, від Wall— «вал» і Gang — «прохід») — частина фортечного валу, спереду прикрита бруствером і призначена, головним чином, для розміщення гармат.